# Gnutella
Gnutella (không liên quan đến Dự án GNU, tên có thể được bắt nguồn từ sự tương tự với Dự án GNU) là một mạng ngang hàng lớn. Đó là mạng ngang hàng phi tập trung đầu tiên thuộc loại này, dẫn đến các mạng khác, sau này áp dụng mô hình này. Nó kỷ niệm một thập kỷ tồn tại vào ngày 14 tháng 3 năm 2010 và có một cơ sở người dùng trong hàng triệu người để chia sẻ tệp ngang hàng.
Vào tháng 6 năm 2005, tổng số người dùng của Gnutella là 1,81 triệu máy tính  tăng lên hơn ba triệu nút vào tháng 1 năm 2006. Vào cuối năm 2007, đây là mạng chia sẻ tệp phổ biến nhất trên Internet với thị phần ước tính hơn 40%.

## Lịch sử
Chương trình máy khách hàng đầu tiên (còn được gọi là Gnutella) mà mạng được đặt tên theo được phát triển bởi Justin Frankel và Tom Pepper của Nullsoft vào đầu năm 2000, ngay sau khi AOL mua lại công ty. Vào ngày 14 tháng 3, chương trình đã được cung cấp để tải xuống trên các máy chủ của Nullsoft. Sự kiện này được công bố sớm trên Slashdot và hàng ngàn người đã tải xuống chương trình vào ngày hôm đó. Mã nguồn sẽ được phát hành sau, theo Giấy phép Công cộng GNU (GPL); tuy nhiên, các nhà phát triển ban đầu không bao giờ có cơ hội thực hiện mục đích này.
Ngày hôm sau, AOL đã ngăn chặn sự sẵn có của chương trình vì những lo ngại về pháp lý và hạn chế Nullsoft thực hiện bất kỳ công việc nào khác trong dự án. Điều này đã không ngăn được Gnutella; Sau một vài ngày, giao thức đã được thiết kế ngược lại và các bản sao nguồn mở và miễn phí tương thích bắt đầu xuất hiện.  Sự phát triển song song này của các khách hàng khác nhau bởi các nhóm khác nhau vẫn là phương thức điều hành phát triển Gnutella ngày nay.
Trong số những người tiên phong Gnutella độc lập đầu tiên có Gene Kan và Spencer Kimball, họ đã ra mắt cổng thông tin đầu tiên nhằm lắp ráp cộng đồng nguồn mở để làm việc trên Gnutella, và cũng đã phát triển "GNUbile", một trong những mở các chương trình nguồn (GNU-GPL) để thực hiện giao thức Gnutella.
Mạng Gnutella là một giải pháp thay thế được phân phối đầy đủ cho các hệ thống bán tập trung như FastTrack (KaZaA) và Napster gốc. Sự phổ biến ban đầu của mạng đã được thúc đẩy bởi sự sụp đổ hợp pháp bị đe dọa của Napster vào đầu năm 2001. Sự gia tăng phổ biến ngày càng tăng cho thấy các giới hạn về khả năng mở rộng của giao thức ban đầu. Đầu năm 2001, các biến thể của giao thức (lần đầu tiên được triển khai trong các máy khách nguồn độc quyền và đóng) đã cho phép cải thiện khả năng mở rộng. Thay vì đối xử với mọi người sử dụng như client và server, một số người dùng hiện nay đối xử như ultrapeers, định tuyến yêu cầu tìm kiếm và trả lời cho người dùng kết nối với họ.
Điều này cho phép mạng lưới phát triển phổ biến. Vào cuối năm 2001, ứng dụng khách Gnutella LimeWire Basic đã trở thành nguồn mở và miễn phí. Vào tháng 2 năm 2002, Morpheus, một nhóm chia sẻ tập tin thương mại, bỏ rơi chương trình FastTrack dựa trên phần mềm peer-to-peer và phát hành một chương trình khách hàng mới dựa trên mã nguồn mở miễn phí Gnutella client Gnucleus.
Từ Gnutella ngày nay không chỉ bất kỳ một dự án hay phần mềm nào, mà là giao thức mở được sử dụng bởi các khách hàng khác nhau.
Tên là một từ ghép của GNU và Nutella, tên thương hiệu của một loại kẹo có mùi hazelnut Ý: cho là, Frankel và Pepper đã ăn rất nhiều Nutella làm việc trên các dự án ban đầu, và dự định để cấp giấy phép chương trình đã hoàn thành của mình theo GNU General Public License. Gnutella không được liên kết với dự án GNU  hoặc mạng ngang hàng của GNU, GNUnet.
Vào ngày 26 tháng 10 năm 2010, khách hàng nổi tiếng Gnutella LimeWire đã bị Thẩm phán Kimba Wood của Tòa án Quận Hoa Kỳ của Quận phía Nam New York yêu cầu đóng cửa khi bà ký một Nghị định Đồng ý mà các nguyên đơn của ngành ghi âm và LimeWire đã đồng ý. Sự kiện này có thể là nguyên nhân làm giảm đáng kể  kích thước của mạng, bởi vì, trong khi đàm phán lệnh, nhân viên LimeWire đã chèn mã vô hiệu hóa từ xa vào phần mềm. Khi lệnh bắt đầu có hiệu lực, người dùng đã cài đặt các phiên bản bị ảnh hưởng (mới hơn 5.5.10) đã bị cắt khỏi mạng P2P. Vì LimeWire là phần mềm miễn phí, không có gì ngăn cản việc tạo ra các phiên bản bỏ qua mã vô hiệu hóa, miễn là các nhãn hiệu LimeWire không được sử dụng. Việc tắt máy không ảnh hưởng, ví dụ, FrostWire, một nhánh của LimeWire được tạo ra vào năm 2004, không mang mã vô hiệu hóa từ xa cũng như phần mềm quảng cáo.
Vào ngày 9 tháng 11 năm 2010, LimeWire đã được hồi sinh bởi một nhóm các nhà phát triển bí mật và được đặt tên là LimeWire Pirate Edition. Nó được dựa trên LimeWire 5.6 BETA. Phiên bản này đã loại bỏ các phụ thuộc máy chủ và tất cả các tính năng PRO được kích hoạt miễn phí.